# بو ناب
بو ناب (بالإنجليزية: Beau Knapp)‏ مواليد 17 أبريل 1989 في لوس أنجلوس، هو ممثل ومنتج أمريكي بدأ مسيرته الفنية عام 2009.

## الأعمال
- سوبر 8
- الإشارة
- الركض طيلة الليل
- الأعسر
- الهدية
- بونز
- ديث وش

## وصلات خارجية
- بو ناب على موقع IMDb (الإنجليزية)
- بو ناب على موقع ألو سيني (الفرنسية)
- بو ناب على موقع أول موفي (الإنجليزية)
- بو ناب على موقع قاعدة بيانات الأفلام السويدية (السويدية)
- بو ناب على موقع قاعدة بيانات الفيلم (الإنجليزية)
- بو ناب على موقع كينوبويسك (الروسية)